# Hydria Vivenzio
L'Hydria Vivenzio è un'hydria a figure rosse attribuita al Pittore di Kleophrades, ritrovata all'interno di un dolium a Nola e custodita al Museo archeologico nazionale di Napoli, in Campania. Vi sono raffigurati gli episodi successivi all'ingresso degli Achei a Troia, nel corso dell'omonima guerra.

## Storia
Il vaso è stato rinvenuto nel 1797 nella città campana di Nola dal commerciante di antichità Pietro Vivenzio, durante delle ricerche in una necropoli romana di tufo e pietra, nel nord della città. Era situato all'interno di un dolium, un grande contenitore di terracotta, tappato da un mattone. Il vaso conteneva le ossa e le ceneri del defunto. Assieme al vaso vennero rinvenuti anche un gioiello con raffigurata un'aquila, dei balsamari di alabastro e una lancia di ferro.
Dopo il ritrovamento l'hydria venne immediatamente esposta nella collezione dei Vivenzio, all'interno del palazzo della famiglia, a Nola.
Nel 1817 l'intera collezione, formata da 211 oggetti, fu acquistata dal Museo archeologico nazionale di Napoli, allora Real Museo Borbonico, per trentamila ducati: l'hydra ne fu valutata diecimila, un terzo del valore di tutta la collezione. Il vaso fu esposto nell'ottava sala della "Galleria de’ vasi", sopra un piedistallo, al pari di uno stamnos del Pittore del dinos.

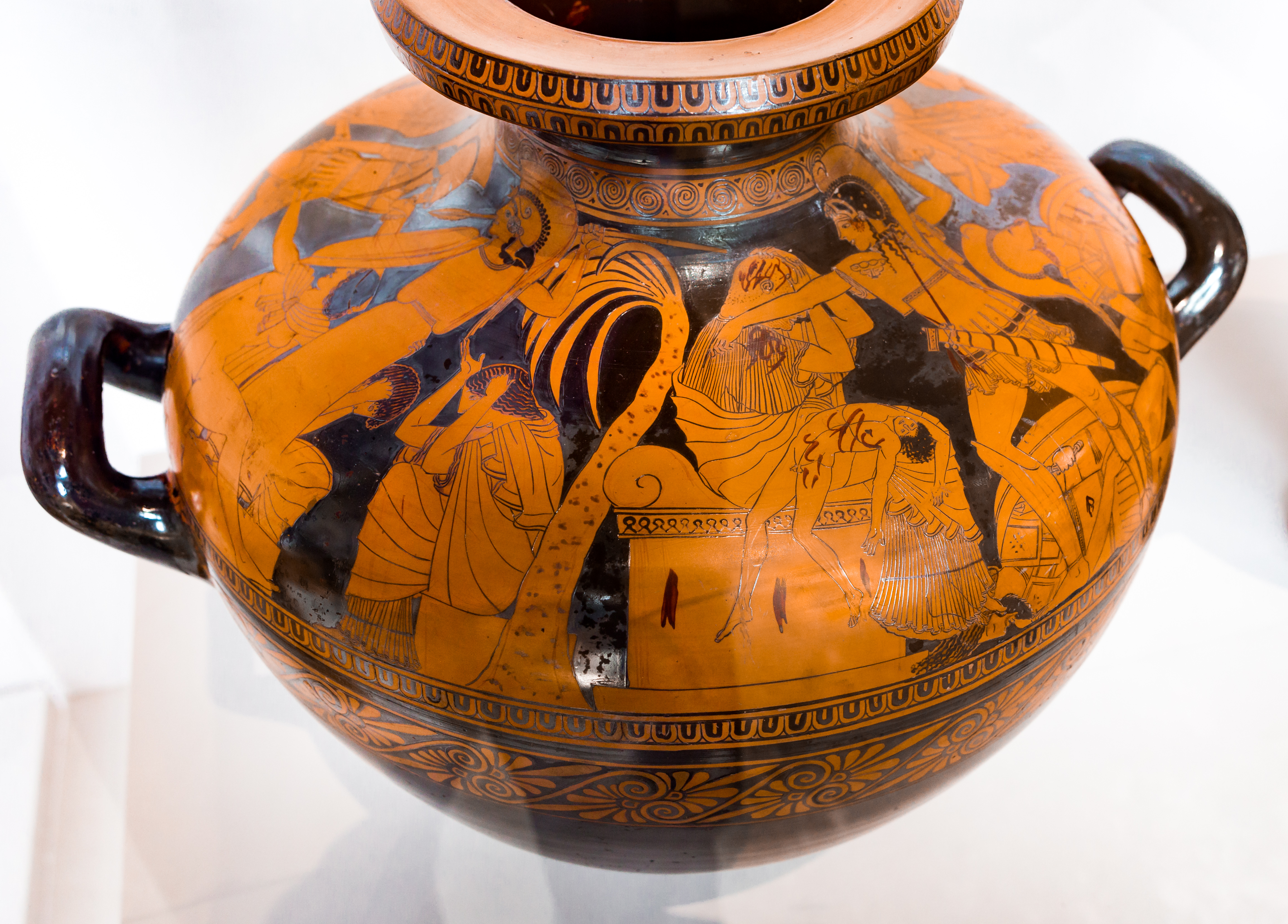
La spalla del vaso vista dall'alto, con la scena dell'altare al centro

## Descrizione
Sulla spalla si sviluppano cinque scene del poema epico andato perduto Iliou persis, realizzate con la tecnica della pittura a figure rosse su sfondo nero. I personaggi sono tutti sullo stesso piano e le scene si susseguono senza interruzioni. A sinistra, Enea trasporta il padre Anchise fuori città, mentre a destra, Cassandra, nuda, cerca rifugio dietro ad un simulacro raffigurante Atena Promachos, mentre tende la mano verso Aiace d'Oileo. Dalla parte opposta è raffigurato Neottolemo che uccide Priamo, che, con Astianatte morto sulle ginocchia, è seduto su un altare sporco di sangue, dal coperchio decorato con cimase. Accanto ad esso un acheo viene attaccato da una donna troiana e ancora più a destra è raffigurato il salvataggio di Etra da parte dei nipoti Demofonte e Acamante.